# Un flic (1972)
Un flic is een Franse misdaadfilm uit 1972 onder regie van Jean-Pierre Melville. De film werd destijds in Nederland uitgebracht onder de titel De antimisdaadbrigade.

## Verhaal
Inspecteur Coleman ontmoet de crimineel Simon in zijn nachtclub. Coleman weet wat Simon allemaal op zijn kerfstok heeft, maar desondanks zijn ze al jaren vrienden. Wanneer hij hoort dat Simon van plan is om een overval te plegen, kan hij aanvankelijk niet ingrijpen. Het spoor leidt vrijwel meteen naar Simon, maar hij ontkent de beschuldigingen.

## Rolverdeling
| Acteur             | Personage                   |
| ------------------ | --------------------------- |
| Alain Delon        | Commissaris Édouard Coleman |
| Richard Crenna     | Simon                       |
| Catherine Deneuve  | Cathy                       |
| Riccardo Cucciolla | Paul Weber                  |
| Michael Conrad     | Louis Costa                 |
| Paul Crauchet      | Morand                      |
| Simone Valère      | Vrouw van Paul              |
| André Pousse       | Marc Albouis                |
| Jean Desailly      | Voorname heer               |
| Valérie Wilson     | Gaby                        |
| Henri Marteau      | Politieagent                |
| Catherine Rethi    |                             |
| Louis Grandidier   |                             |
| Philippe Gasté     | Politieagent                |
| Dominique Zentar   |                             |